# Книга джунглів (фільм, 2016)
«Книга джунглів» (англ. The Jungle Book) — американський пригодницький фільм-фентезі, знятий Джоном Фавро. Фільм є ремейком однойменного анімаційного фільму, який був знятий за збірником оповідань Редьярда Кіплінга. Прем'єра стрічки в Україні відбулась 14 квітня 2016 року.

## Сюжет
У джунглях Британської Індії 1890-х років осиротілий хлопчик на ім'я Мауглі живе серед зграї індійських вовків на чолі з Акелою. Одного дня, під час сухого сезону, тварини джунглів збираються, щоб випити залишки води в рамках стародавнього перемир'я. Зібрання перериває Шер-Хан, кровожерний бенгальський тигр, який погрожує вбити Мауглі після закінчення посухи. Після закінчення посухи вовки обговорюють, чи варто їм залишати Мауглі. Мауглі вирішує покинути джунглі заради безпеки своєї родини, а Багіра, чорна пантера, викликається провести його до сусіднього "людського села".
Шер-Хан влаштовує засідку на пару по дорозі до людського села, але Мауглі вдається втекти, сховавшись серед втечі водяних буйволів, спричиненої тигром, і пізніше зустрічає спокусливого бірманського пітона на ім'я Каа, яка його гіпнотизує. Під її впливом Мауглі бачить видіння, як його батько гине від рук Шер-Хана, намагаючись захистити його. Вона також пояснює, що існує таємниче світло під назвою Червона квітка (вогонь), яка приносить руйнування всьому, до чого торкається. Каа намагається зжерти Мауглі, але його рятує бурий ведмідь на ім'я Балу. Мауглі дістає мед для Балу в якості відплати і погоджується залишитися з ним до настання зими. Дізнавшись, що Мауглі покинув джунглі, Шер-Хан вбиває Акелу і погрожує зграї, щоб виманити Мауглі.
Багіра врешті-решт знаходить Мауглі та Балу і розлючена тим, що Мауглі не приєднався до людей, але Балу заспокоює його і переконує обох заснути. Протягом ночі Мауглі знаходить стадо слонів, що зібралися навколо канави, і використовує ліани, щоб врятувати їхнє дитинча. Балу усвідомлює, що не може гарантувати безпеку Мауглі, дізнавшись, що на нього полює Шер-Хан, і погоджується прогнати Мауглі, щоб той продовжив шлях до людського села.
Мауглі викрадає банда мавп, відомих як Бандар-лог, які відводять його до свого ватажка, божевільного гігантопітека на ім'я Король Луї. Припускаючи, що всі люди можуть створювати вогонь, Луї пропонує Мауглі захист від Шер-Хана в обмін на нього. Балу відволікає короля Луї, поки Багіра намагається непомітно вивести Мауглі, але їхній хитрощі розкривається. Луї переслідує Мауглі через свій храм і повідомляє Мауглі про смерть Акели. Шаленство Луї зрештою призводить до обвалу його храму на нього.
Розлючений тим, що його друзі забули розповісти йому про смерть Акели, Мауглі сам йде протистояти Шер-Хану. Він краде факел з людського села і прямує назад у джунглі, ненароком спричинивши лісову пожежу. Шер-Хан стверджує, що Мауглі сам зробив себе ворогом, спричинивши пожежу. Бачачи страх вовків перед ним, Мауглі кидає факел у річку. Балу, Багіра та вовча зграя стримують Шер-Хана, коли він нападає, даючи Мауглі достатньо часу, щоб втекти в палаючі джунглі. Шер-Хан самотужки перемагає їх усіх і переслідує Мауглі, який заманює Шер-Хана на сухе дерево і на гілку, яка ламається під його вагою, і Шер-Хан падає у вогонь на смерть. Потім Мауглі наказує слонам відвести річку і загасити пожежу. Після цього Мауглі вирішує залишитися в джунглях і використовувати своє обладнання та хитрощі для власного використання, під опікою Балу та Багіри.

## У ролях
- Ніл Сетгі — Мауглі
- Рітеш Раджан — батько Мауглі

### Голосовий акторський склад
- Білл Мюррей — ведмідь Балу
- Бен Кінгслі — пантера Багіра
- Ідріс Ельба — тигр Шер-Хан
- Скарлетт Йоганссон — пітон Каа
- Джанкарло Еспозіто — вовк Акела
- Люпіта Ніонго — вовчиця Ракша
- Крістофер Вокен — гігантопітек Луї
- Гаррі Шендлінґ — їжатець Іккі
- Емджей Ентоні — вовченя
- Джон Фавро — кабан Фред
- Сем Реймі — гігантська білка
- Рассел Пітерс — носоріг Роккі
- Мейделін Фавро — носоріг Ракель
- Ді Бредлі Бейкер — додаткові голоси
- Кем Кларк — додаткові голоси

## Український дубляж
Фільм дубльовано на замовлення компанії «Disney Character Voices International» у 2016 році.
Перекладач тексту: Федір Сидорук
Перекладач пісень: Роман Кисельов
Режисерка дублювання: Анна Пащенко
Музична керівниця: Тетяна Піроженко
Ролі дублювали:
- Мауглі — Володимир Машук
- Балу — Сергій Сивохо
- Баґіра — Олександр Ігнатуша
- Шер-Хан — Борис Георгієвський
- Ракша — Аліна Проценко
- Каа — Наталя Ярошенко
- Акела — Роман Семисал
- Король Луї — Ігор Тимошенко

А також: Сергій Солопай, В'ячеслав Довженко, Дмитро Бузинський, Кирило Нікітенко, Дмитро Зленко, В'ячеслав Дудко, Костянтин Чорнокрилюк, Єгор Скороходько, Кім Бойко, Андрій Бойко, Дмитро Тварковський, Юлія Панічкіна, Юрій Сосков, Павло Голов, Роман Молодій.
Пісні виконують:
- «Справжні радощі» — Володимир Машук і Сергій Сивохо;
- «Я хочу річ людську» — Ігор Тимошенко.

## Виробництво
Про виробництво фільму було оголошено 9 липня 2013 року. Джастін Маркс був призначений сценаристом, а Джон Фавро — режисером.

### Музика
Музику до фільму написав американський композитор Джон Дебні. Фавро відмовився від ідеї робити фільм мюзиклом, але у кінцеву версію все ж увійшло декілька пісень («The Bare Necessities» Террі Гілкісона, «Trust in Me» та «I Wan'na Be Like You»).
Реліз саундтреку від Walt Disney Records заплановано на 15 квітня 2016 року.

## Сприйняття

### Критика
Фільм отримав позитивні відгуки як від кінокритиків, так і від глядачів. На сайті Metacritic середній бал складає 76 зі 100 (на основі 7 рецензій). Рейтинг сайту Rotten Tomatoes сягає 100 % (19 відгуків). Оцінка глядачів на сайті IMDb — 8,3 бала з 10.
Тодд Маккарті з The Hollywood Reporter заявив: «Вийнятково красиве для сприйняття і виконане зірковим вокальним складом, це енне кіно-втілення казок Редьярда Кіплінга про пригоди Мауглі серед тварин індійських джунглів, навіть не зважаючи на контекстні ляпи і тематичні недопрацювання, виявляється виключно цікавим». Роббі Коллін з The Daily Telegraph також сподобалась картина: «Щира і сповнена душі адаптація, що повертається до Кіплінга за свіжим натхненням».
Візуальні ефекти та 3D фільму отримали схвальні відгуки та порівняння з фільмами «Аватар», «Гравітація» та «Життя Пі».

### Нагороди й номінації
| Список нагород і номінацій | Список нагород і номінацій | Список нагород і номінацій | Список нагород і номінацій                              | Список нагород і номінацій | Список нагород і номінацій |
| Кінопремія                 | Дата церемонії             | Категорія                  | Номінант(и)                                             | Результат                  | Дж                         |
| -------------------------- | -------------------------- | -------------------------- | ------------------------------------------------------- | -------------------------- | -------------------------- |
| Кінопремія Голлівуду       | 6 листопада 2016           | Найкращий блокбастер       | «Книга джунглів»                                        | Перемога                   | [ 20 ]                     |
| Кінопремія Голлівуду       | 6 листопада 2016           | Найкращий звук             | Крістофер Бойєс, Френк Юлнер                            | Перемога                   | [ 20 ]                     |
| Премія БАФТА               | 12 лютого 2017             | Найкращі візуальні ефекти  | Роберт Легато, Ден Леммон, Ендрю Р. Джонс, Адам Вальдез | Перемога                   | [ 21 ]                     |